# Zolnik
Zolnik – w archeologii miejsce nagromadzenia dużej ilości popiołu na stanowisku archeologicznym o charakterze osady.

## Interpretacje
Według dawniejszych teorii zjawisko to miało być związane z pożarami w osadach. Współcześnie bardziej powszechna jest teoria o kultowym charakterze tych miejsc. Mają więc być to ślady po obrzędach związanych z ogniem. Za sprawą częstego rozpalania ognia i składania ofiar wokół ołtarzyków lub fetyszy tworzyły się charakterystyczne nawarstwienia różnego typu odpadków i popiołu (ros. i ukr. зола, czyt. zoła – stąd zolnik). Często w takich miejscach odnajduje się artefakty związane ze sferą kultową, co raczej wyklucza teorię o powstawaniu zolników na skutek częstych pożarów.

## Kultury, w których pojawiają się zolniki
Występują w wielu kulturach archeologicznych epoki brązu, głównie w strefie nadczarnomorskiej, ale nie tylko.
- kultura Noua
- kultura sabatinowska
- kultura Tei
- kultura Verbicioara
- kultura biełogrudowska
- kultura grobów zrębowych